# ونچتسه (استان پومرانی)
ونچتسه (به لاتین: Łęczyce) یک روستا در لهستان است که در گمینا ونچتسه واقع شده‌است. ونچتسه ۱٬۹۹۰ نفر جمعیت دارد.